# Désolations
Désolations (Caribou Island) est un roman de l'auteur américain David Vann, publié en France en 2011 dans la collection Nature writing des éditions Gallmeister. 
Il se situe en Alaska, dans l'univers de Sukkwan Island son précédent livre et l'on y retrouve d'ailleurs certains personnages en arrière-plan. Roman tragique au sens grec du terme car le lecteur ne peut « lâcher » le livre alors qu'il est « est certain qu’il va connaître le pire ». Roman sur le couple dans lequel, selon Le Monde, « plus encore que la nature, c'est la réalité qui est dure, sèche et méprisante ». Pour Télérama, ce couple cherche un « îlot désert au milieu d'un lac glaciaire » une consolation à leur vie décevante mais n'y trouve « aucun réconfort » : David Vann « dynamite » ainsi le « mythe de la nature primitive et salvatrice cher à ses compatriotes ».